# Unplugged...and Seated
Unplugged...and Seated — музичний альбом Рода Стюарта. Виданий 24 травня 1993 року лейблом Warner Bros. Records і перевиданий у 2009 лейблом Rhino Records. Альбом став другим живим виданням музиканта і першим (до сих пір — єдиним), записаним на телешоу "MTV Unplugged" (5 лютого того ж року). Стюарту акомпанував його приятель, гітарист гурту The Rolling Stones Ронні Вуд.
Загальна тривалість композицій становить: 69:57 (версія 1993 року) та 78:05 (версія 2009-го).

## Список пісень
1. "Hot Legs" (Grainger, Stewart) - 4:25
2. "Tonight's the Night" - 4:05
3. "Handbags and Gladrags" (d'Abo) - 4:25
4. "Cut Across Shorty" (Walker, Wilkin) - 4:58
5. "Every Picture Tells a Story" (Stewart, Wood) - 4:45
6. "Maggie May" (Quittenton, Stewart) - 5:45
7. "Reason to Believe" (Tim Hardin) - 4:07
8. "People Get Ready" (Curtis Mayfield) - 4:59
9. "Have I Told You Lately" (Van Morrison) - 4:08
10. "Tom Traubert's Blues (Waltzing Matilda)" (Tom Waits) -  4:40
11. "The First Cut Is the Deepest" (Yusuf Islam) - 4:12
12. "Mandolin Wind" - 5:23
13. "Highgate Shuffle" - 3:54
14. "Stay With Me" (Stewart, Wood) - 5:27
15. "Having a Party" (Сем Кук) - 4:44